# Balogh Robert
Balogh Robert (Pécs, 1972. július 17. –) magyar író, költő, drámaíró, a Terasz.hu online kulturális magazin főszerkesztője.

## Életpályája
A pécsi Leöwey Klára Gimnáziumban érettségizett 1990-ben, majd a Janus Pannonius Tudományegyetem Bölcsészettudományi Karán (ma Pécsi Tudományegyetem) 1992 és 1997 között magyar nyelv és irodalom szakos bölcsészként tanult.
1993 óta publikál rendszeresen irodalmi lapokban. Honlapjaː https://web.archive.org/web/20170520024756/http://balogh-robert.hu/

## Kötetei
- Helyi érdekű útvesztő (Íveskönyvek, Budapest, 1995, verseskötet)
- Egy hónap faun (Fekete Sas, Budapest, 1998, verseskötet)
- Schvab evangiliom (Kortárs, Budapest, 2001, regény)
- Körkép 2002 (antológia)
- Savószabású mézgácska; Tipp Cult, Bp., 2004 (Parnasszus könyvek. Új vizeken)
- Schvab legendariom (Kortárs, Budapest, 2004, regény)
- Körkép 2004 (antológia)
- Elveszett (Alexendra-Irodalmi Jelen, Budapest, 2006, regény)
- Svapszko evangyelje. Bakina knjiga lijekova za dusu (Schvab evangiliom); horvátra ford. Kristina Peternai; Disput, Zagreb, 2006 (Biblioteka Kaleidoskop)
- Schvab diariom. Utolsó Schvab; Kortárs, Bp., 2007
- Hollandi mártás. Az anyának és a fiúnak nevében kezdem el...; Noran, Bp., 2008
- Várból várba. A múlt életre kel; Alexandra, Pécs, 2009
- MekkBrekk. Beszélgetőkönyv (Noran, 2009, mesekönyv)[2]
- 3 percesek C. E. jeligére; Noran Könyvesház, Bp., 2012
- Durva a nyár; Kossuth, Bp., 2017

## Díjai, ösztöndíjai
- Hajnóczy Péter Millenniumi Szépprózaírói Ösztöndíj (1999–2000)
- Móricz Zsigmond-ösztöndíj (2000)
- Az Irka Alapítvány Forgatókönyvíró Ösztöndíj (2002)
- Sziveri János-díj (2002)
- NKA Alkotói Ösztöndíj (2003)
- Örkény István drámaírói ösztöndíj (2004)
- Lilla-díj (2004)
- Irodalmi Jelen 3. díj (2006)
- ÉS tárcanovella-pályázat 3. hely (2012)[3]